# Chris Slade

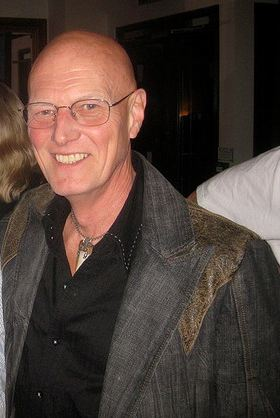
Chris Slade (2012)

Chris Slade, bürgerlicher Name Christopher Rees, (* 30. Oktober 1946 in Pontypridd, Wales, Vereinigtes Königreich) ist ein britischer Rock-Schlagzeuger. Bekannt wurde er durch sein Wirken in Bands wie Manfred Mann’s Earth Band, AC/DC und Asia.

## Werdegang
1963 begann seine Karriere mit dem befreundeten Waliser Tom Jones. Er spielte Schlagzeug in dessen Band „The Squires“. Nebenbei spielte er ab 1965 mit der Count Basie Band und Ted Heath. 1969 stieg er bei The Squires aus und spielte bei Toomorrow, wo Olivia Newton-John als Sängerin agierte. 1971 nahm er Alben mit Tony Hazzard und Tom Paxton auf und wurde Ende 1970 Gründungsmitglied der Manfred Mann’s Earth Band (MMEB), deren erstes, gleichnamiges Album aber erst 1972 erschien. Er blieb acht Jahre bei der Band und nahm mit ihr acht Alben auf.
Zusammen mit dem Bassisten Colin Pattenden, der die MMEB bereits früher verlassen hatte, gründete er mit den Musikern Chris West, Dave Fishel und Peter Cox die kurzlebige Band Terra Nova die 1980 ihr einziges, selbstbetiteltes Album herausbrachte.
1979 nahm er jeweils ein Album mit Frankie Miller und mit Kai Olsson auf, bevor er 1979 Uriah Heep beitrat, bei denen er sogleich am Album Conquest mitwirkte. Danach spielte er in den Bands von Gary Numan, Mick Ralph und David Gilmour. Ende 1984 schloss er sich mit Jimmy Page, Paul Rodgers und Tony Franklin zu The Firm zusammen, womit sie jedoch nicht den erwarteten Erfolg hatten. 1989 ging er mit Gary Moore auf Tournee, auf der ihn Malcolm Young, Rhythmusgitarrist von AC/DC, spielen sah. Eigentlich wollte Slade mit dem ehemaligen Aerosmith-Gitarristen Rick Dufay eine Band gründen, doch er nahm Anfang 1990 die Anfrage von AC/DC an, deren Schlagzeuger zu werden. Slade verließ 1995 AC/DC wieder, da der ehemalige Schlagzeuger Phil Rudd dort wieder einstieg. Stattdessen spielte er von 1999 bis 2005 bei der Progressive-Rock-Band Asia mit.
Danach trat er ein Engagement bei der britischen Band Damage Control an. Weitere Mitglieder dieser Gruppe waren Jonathan „Spike“ Gray (Gesang, The Quireboys), Pete Way (Bass, UFO) und Robin George (Gitarre, Gesang). Daneben tourt er mit der Michael Schenker Group und spielte auch als Gast das Schlagzeug 2011 auf dem Studio-Album Temple of Rock von Michael Schenker in zwei Liedern.
Eigene Projekte ab ca. 2010 sind bzw. waren The Monsters Of Classic Rock, Chris Slade Steel Circle und The Chris Slade Timeline.

## Zeit bei AC/DC
Slades Debüt-Album mit AC/DC war The Razors Edge; auf der gleichnamigen Welttournee war er bei AC/DC auch zum ersten Mal live zu sehen (2. November 1990 – Worcester, USA / Centrum). Er wirkte auch auf ihrer Live-DVD Live at Donington mit. Slade hinterließ bleibenden Eindruck bei der Band. Angus Young sagte später über Slades musikalische Fähigkeiten: „Slade was the best musician in AC/DC“ (Slade war der beste Musiker bei AC/DC.). Dennoch ersetzte ihn Phil Rudd bei seiner Rückkehr zur Band im Jahr 1995. Erst seit den 57. Grammy Awards am 8. Februar 2015 war Chris Slade fünf Jahre lang wieder der feste Schlagzeuger von AC/DC, bis die Band im September 2020 bekannt gab, dass Rudd zur Gruppe zurückkehren werde.

## Equipment
Seit der Rock or Bust World Tour von AC/DC spielt Chris Slade ein Designer Set von DW, in einer speziell für diese Tour erstellten Lackierung mit blauen Blitzen. Das Set besteht aus:
Trommeln:
22x18 Bassdrum
14x5 Snaredrum
10x12 Tom
12x12 Tom
16x14 Floor-Tom
2 mal 22x Gong Drum.
Becken:
2 × 14" Paiste Signature Reflector Heavy Full Hi-Hat
20" Paiste Signature Full Crash
19" Paiste Signature Power Crash
19" Paiste Signature Full Crash
20" Paiste Signature Power Crash
Seine Felle bezieht Chris aus dem Hause Remo, während er seine Sticks von Vic Firth in der Stärke 5a spielt.

## Diskografie

### Manfred Mann’s Earth Band
- 1972: Manfred Mann’s Earth Band
- 1972: Glorified Magnified
- 1973: Messin’
- 1973: Solar Fire
- 1974: The Good Earth
- 1975: Nightingales & Bombers
- 1976: The Roaring Silence
- 1978: Watch

### Mit Terra Nova
- 1978: Terra Nova

### Mit Uriah Heep
- 1980: Conquest

### Mit The Firm
- 1985: The Firm
- 1986: Mean Business

### Mit AC/DC
- 1990: The Razors Edge
- 1992: Live
- 1993: Big Gun (Single)

### Mit Asia
- 2000: Aura
- 2004: Silent Nation

### Mit Damage Control
- 2007: Damage Control
- 2009: Raw

### Mit The Chris Slade Timeline
- 2024: Timescape